# 天津村 (岡山県)
天津村（あまつそん）は、岡山県真庭郡にあった村。現在の真庭市影、杉山、高屋、中、日名、福田に当たる。

## 歴史
- 1889年（明治22年）6月1日 - 町村制により、真島郡影村、杉山村、高屋村、中村、日名村、福田村が合併、天津村となる。大字日名に役場を置く。
- 1900年（明治33年）4月1日 - 真島郡が大庭郡と合併し、真庭郡となる。天津村は真庭郡所属に変更。
- 1904年（明治37年）6月1日 - 天津村が真庭郡落合町（初代）、瀬田河村と合併し、新たに落合町（2代）となる。同日天津村は廃止。

## 大字
天津村には6つの大字があった。1904年の天津村廃止時にすべて落合町に継承され、現在は真庭市の大字として存続している。
- 影（かげ） 〒719-3112
- 杉山（すぎやま） 〒719-3113
- 高屋（たかや） 〒719-3114
- 中（なか） 〒719-3115
- 日名（ひな） 〒719-3116
- 福田（ふくだ） 〒719-3117

## 現在の様子

### 教育

#### 幼稚園
- 真庭市立天津幼稚園

#### 小学校
- 真庭市立天津小学校

### 交通

#### 鉄道
旧村内を走る鉄道およびその駅なし

#### 道路

##### 高速道路
旧村内を走る高速道路なし

##### 国道
- 国道313号

##### 県道
- 主要地方道

旧村内を走る主要地方道なし
- 一般県道
  - 岡山県道390号古見月田停車場線

### 河川・山岳

#### 河川
- 旭川
- 日名川

### 寺院・神社

#### 寺院
- 善福寺

#### 神社
- 天津神社
- 總社